# کارل جانسون (ورزشکار)
کارل جانسون (انگلیسی: Carl Johnson; ۲۱ مهٔ ۱۸۹۸ – ۱۳ سپتامبر ۱۹۳۲) ورزشکار دو و میدانی اهل ایالات متحده آمریکا بود.